# Tipra latipes
Tipra latipes är en fjärilsart som beskrevs av Walker 1869. Tipra latipes ingår i släktet Tipra och familjen nattflyn. Inga underarter finns listade i Catalogue of Life.